# Basilica di San Gavino, San Proto e San Gianuario
La basilica di San Gavino, San Proto e San Gianuario, nota semplicemente come basilica di San Gavino, si trova a Porto Torres ed è la chiesa romanica più grande della Sardegna.
Il tempio è un importante luogo di culto legato alla venerazione delle reliquie dei martiri turritani. Già cattedrale, è la chiesa principale di Porto Torres e sede parrocchiale.

## Storia

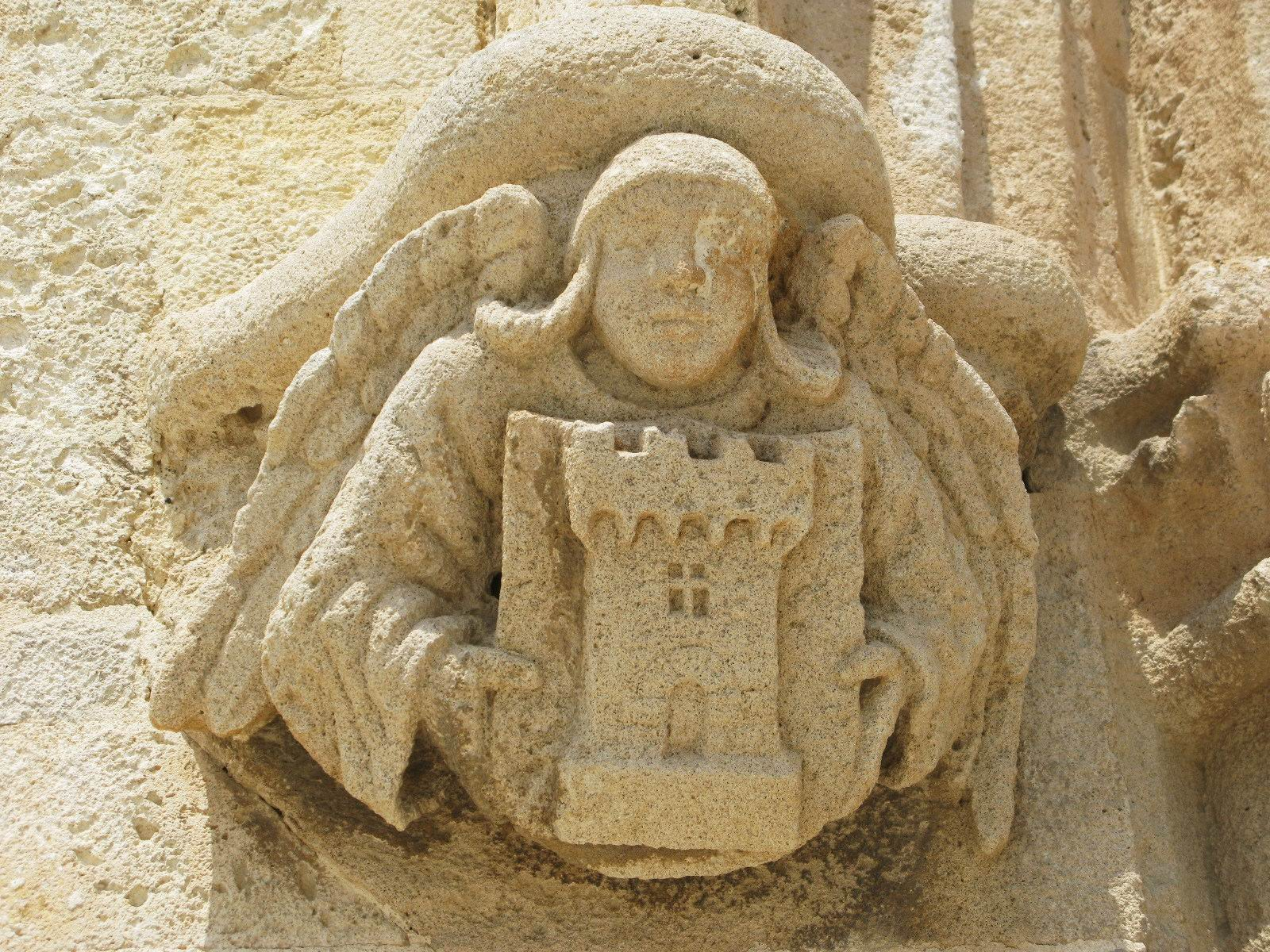
Stemma del Giudicato di Torres.

Le notizie disponibili sulla realizzazione della cattedrale di san Gavino sono relativamente limitate. La città di Turris Libisonis fu sede episcopale dal III secolo d.C. al 1441, anno in cui la sede si trasferì a Sassari. La basilica di san Gavino, ex cattedrale, sorge nel monte Angellu, area in cui gli scavi archeologici hanno attestato la presenza di una necropoli paleocristiana e due antiche basiliche (una delle quali, a pianta centrale, fu costruita forse sulla tomba di san Gavino, i cui resti furono inglobati nella cripta della basilica) databili al V - VII secolo.

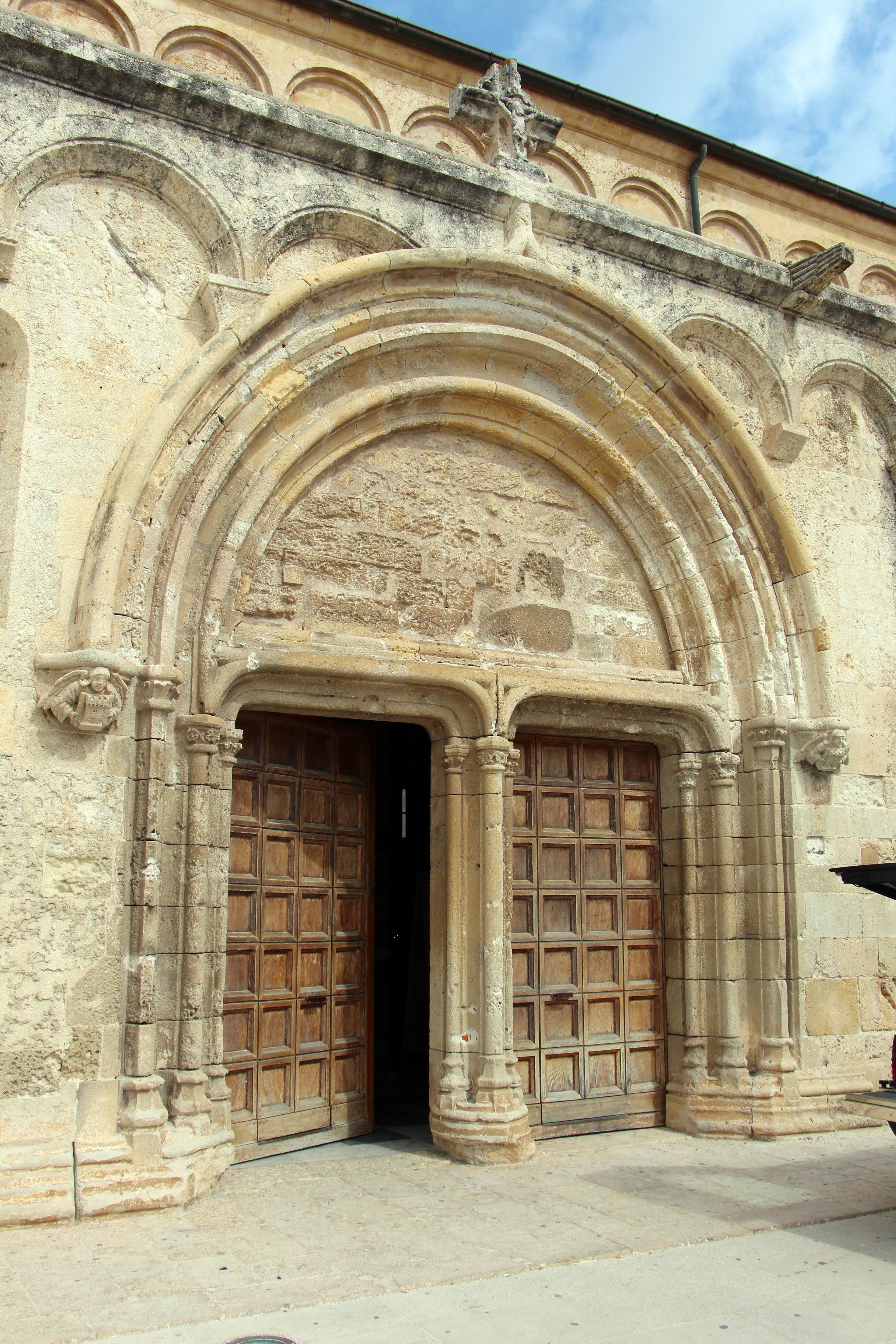
Portale principale in stile catalano (XV secolo)

La prima menzione documentaria di una chiesa di san Gavino è databile intorno al 1065 ed è contenuta nel Condaghe di San Pietro di Silki.
Secondo una leggenda promulgata dal Condaghe di san Gavino, Gonnario Comita fu indotto a costruire la cattedrale dopo che gli apparve in sogno san Gavino mentre era a letto gravemente ammalato di lebbra. Descritto come «il più bell'uomo mai visto», secondo questa leggenda egli gli ordinò di creare in suo onore una chiesa in località Monte Angellu, di ricercare i corpi dei Martiri turritani in quel momento sepolti a Balai e di inumare le loro spoglie in questo nuovo monumento. Svegliatosi dal sonno completamente stravolto e ancora in stato di dormiveglia, san Gavino gli ricomparì davanti stavolta realmente, rinnovandoli la richiesta. Non essendo natio della città ed ancora debilitato dalla malattia, egli si fece aiutare dagli abitanti dell'agro di Sassari per trovare questa fantomatica località. Giunto a Porto Torres, durante la sua prima notte passata in città san Gavino gli riapparve in sogno riferendogli «Comita, ecco il posto in cui tu devi costruire la chiesa. Al primo colpo di zappa che darai per la costruzione delle fondamenta, guarirai dalla malattia».
Il Condaghe di San Gavino, documento apografo pubblicato nel 1620, riporta alcune vicende della costruzione della basilica. Secondo lo Pseudocondaghe, l'inizio dei lavori risale alla prima metà dell'XI secolo e si deve a Gonnario Comita giudice di Torres e di Arborea, che commissionò l'opera a maestranze pisane. Nello Pseudocondaghe si narra che il Judike: «Et icustu Iudighe Comida mandait a Pisas, feghit vener XI mastros de pedra et de muru, sos plus fines et megius qui potirunt acatare in Pisas, et posit ad operare sa ecclesia.»
La costruzione proseguì sotto Torchitorio Barisone I de Lacon-Gunale, figlio di Gonnario Comita, e venne inaugurata dal giudice Mariano di Torres e dall'arcivescovo Costantino di Castra nel 1080.
Nel prospetto settentrionale della basilica, due epigrafi incise sulla base marmorea della prima parasta a partire dall'abside orientale attestano la presenza nei pressi di altrettante sepolture privilegiate: un titulus, recante la data 1211, fa riferimento ad un defunto del quale non si è conservato il nome e invoca con decisione l'inviolabilità della tomba (...et nullus alius in hoc tumulo requiescat in pace) mentre l'altra iscrizione, antecedente alla prima, ricorda un personaggio di nome Guido de Vada.
Ancora un'epigrafe, datata 1492 e presente sul portale romanico, attesta i lavori compiuti nel XV secolo che introdussero nella costruzione elementi dello stile gotico-catalano.
Nel XVII secolo venne sistemata la cripta che accolse le reliquie dei martiri turritani rinvenute nel 1614 in seguito agli scavi voluti dall'arcivescovo Gavino Manca de Çedrelles.

## Descrizione

### Esterno
La basilica è stata costruita nell'area orientale di una necropoli sul monte Angellu, situata tra due cortili, detti "atrio Comita" e "atrio Metropoli", su cui si affacciano i due lati lunghi dell'edificio. Nel fianco meridionale si apre l'ingresso principale, costituito da un pregevole portale gemino del XV secolo in stile gotico-catalano; il grande arco a tutto sesto che sovrasta il portale è retto da colonnine e presenta la cornice dell'estradosso che poggia su due capitelli scolpiti con la raffigurazione di due angeli che reggono uno stemma ciascuno. La chiesa è biabsidata con absidi contrapposte infatti ce n'è una su entrambi i lati corti della basilica. Il paramento esterno della fabbrica, in pietra calcarea, è scandito da lesene e archetti pensili. La copertura del tetto è in lastre di piombo.

### Interno
La basilica all'interno appare come un unico ambiente, alto nella navata centrale divisa dalle più basse tramite due serie di archi a tutto sesto retti da ventidue colonne e da tre coppie di pilastri cruciformi. La pianta a sviluppo longitudinale è conclusa su ambo i lati corti, orientati ad est e ad ovest, con due absidi contrapposte, illuminate da monofore disposte in senso radiale. La navata centrale, molto più larga di quelle laterali (con un rapporto di 3:1), è coperta a capriate lignee che riportano diverse scritte in colore rosso risalenti al XVII secolo, mentre le campate delle navatelle laterali sono voltate a crociera. I colonnati, in massima parte composti da materiali di spoglio, inseriscono nella monocromia dei paramenti murari, in opera quadrata, una sobria nota di colore che varia dal rosa e grigio dei graniti all'avorio dei marmi. I capitelli sono quasi tutti di epoca romana. 
L'altare maggiore, fino alla metà del XX secolo collocato dinanzi l'abside sud-ovest entro una quinta in stile gotico catalano, si trova ora dentro l'abside stessa ma ridotto a semplice mensa (è stato demolito anche il pregiato coro e altri altari secondari) mentre l'abside contrapposta, a nord est, ospita un catafalco ligneo del XVII secolo con le statue policrome dei santi martiri Gavino, Proto e Gianuario, raffigurati in posizione giacente.
Dalle navate laterali si accede all'anticripta e alla cripta, dove sono custoditi artistici sarcofagi romani, dentro i quali si conservano le reliquie dei martiri turritani. L'anticripta è un ambiente in stile classico rinascimentale, caratterizzato da numerose nicchie entro le quali si collocano statue marmoree di martiri locali.

## L'architettura
La basilica attualmente non ha la forma di come fu concepita. La caratteristica principale è costituita dalla presenza delle due absidi contrapposte. Secondo Raffaello Delogu questa iconografia anomala, con una concezione dello spazio tipico dell'architettura carolingia e dell'architettura romanica tedesca dell'area renana, più che da una esigenza artistica è stata determinata da esigenze pratiche e di circostanza.